# Валдштетен (Осталбкрајс)
Валдштетен (њем. Waldstetten) општина је у њемачкој савезној држави Баден-Виртемберг. Једно је од 42 општинска средишта округа Осталб. Према процјени из 2010. године у општини је живјело 7.169 становника. Посједује регионалну шифру (AGS) 8136079.

## Географски и демографски подаци
Валдштетен се налази у савезној држави Баден-Виртемберг у округу Осталб. Општина се налази на надморској висини од 387 метара. Површина општине износи 21,0 km². У самом мјесту је, према процјени из 2010. године, живјело 7.169 становника. Просјечна густина становништва износи 342 становника/km².

## Међународна сарадња
| Мјесто  | Држава    | Врста сарадње | Од    |
| ------- | --------- | ------------- | ----- |
| Катимар | Мађарска  | контакт       | 1991. |
|         | Француска | партнерство   | 1964. |
| Извор   |           |               |       |